# Huernia lodarensis
Huernia lodarensis är en oleanderväxtart som beskrevs av John Jacob Lavranos. Huernia lodarensis ingår i släktet Huernia och familjen oleanderväxter. Inga underarter finns listade i Catalogue of Life.